# ISO/IEC 7816
ISO/IEC 7816是接觸式晶片卡（特別是智慧晶片卡，以及新興的非接觸式移動裝置）的國際標準，由國際標準化組織 (ISO)和國際電工委員會 (IEC)一同管理。
另外由ISO/IEC JTC 1 / SC 17 （聯合技術委員會/第17小組委員會）制定而成
此標準又可被分成不同部份：
- ISO/IEC 7816-1:2011第 1 部分：接觸式卡片 — 物理性質
- ISO/IEC 7816-2:2007第 2 部分：带接觸式卡片 — 接觸晶片的尺寸和位置
- ISO/IEC 7816-3:2006第 3 部分：接觸式卡片 — 接頭及传输协议
- ISO/IEC 7816-4:2013第 4 部分：交换組織、安全和指令
- ISO/IEC 7816-5:2004第 5 部分：程式開發者註冊
- ISO/IEC 7816-6:2016第 6 部分：數據交換
- ISO/IEC 7816-7:1999第 7 部分：结构化卡片查询语言 (SCQL)指令
- ISO/IEC 7816-8:2016第 8 部分：安全操作的指令和机制
- ISO/IEC 7816-9:2017第 9 部分：晶片卡指令
- ISO/IEC 7816-10:1999第 10 部分：同步卡片的訊息和重設
- ISO/IEC 7816-11:2017第 11 部分：個人生物訊息驗證
- ISO/IEC 7816-12:2005第12部分：接觸式卡片—USB接頭及操作程序
- ISO/IEC 7816-13:2007第 13 部分：多重應用程式環境中的管理應用程式的命令
- ISO/IEC 7816-15:2016第 15 部分：加密

## 7816-1：接觸式卡片 — 物理性質
1987年草創，1998年、2003年修订，最後更新於2011年
本部分描述晶片卡的物理性質，主要参考ISO/IEC 7810识别卡 — 物理特性，同時加入強度等其他特性。

## 7816-2：接觸式卡片 — 晶片的尺寸和位置

不同尺寸的SIM卡皆遵循 ISO/IEC 7816

1988年制定，1999年、2004年、2007年更新。该标准定义了八（有時是六）個針腳；第一个針腳在圖片的右下角。4號和8號針腳有時會被省略 
| 别针 ＃ | 姓名  | 描述                      |
| ------- | ----- | ------------------------- |
| 1       | VCC   | +5 V或3.3 直流電壓        |
| 2       | RST   | 重置（選擇性）            |
| 3       | CLOCK | 時序                      |
| 4       | AS    | 特定應用                  |
| 5       | GND   | 接地                      |
| 6       | VPP   | +21 V DC [編程]，或不連接 |
| 7       | I/O   | 資料輸出入                |
| 8       | AS    | 特定應用                  |

## 7816-3：接觸式卡片 — 接頭及传输协议
1989年创建，1992年修订（添加T=1协议），1994年修订（修訂類型選擇），1997年更新（添加3伏特電流操作），2002年修订（添加1.8伏特電流操作） ），最后更新于 2006 年（棄用 Vpp）。